# Plebejus maracandicus
Plebejus maracandicus is een vlinder uit de familie van de Lycaenidae. De wetenschappelijke naam van de soort is voor het eerst geldig gepubliceerd in 1874 door Erschoff. De soort komt voor in twee grote gebieden in Centraal-Azië en Oost-Azië.

## Synoniemen
- Lycaena dschagatai Grum-Grshimailo, 1887

## Ondersoorten
- Plebejus maracandicus maracandicus
- Plebejus maracandicus caspicus (Forster, 1936)
- Plebejus maracandicus chalcha Korshunov, 1982
- Plebejus maracandicus jacuticus (Kurenzov, 1970)
- Plebejus maracandicus planorum (Alphéraky, 1881)
  - = Lycaena argus var. calmuca Grum-Grshimailo, 1891
- Plebejus maracandicus transbaicalensis (Kurenzov, 1970)
- Plebejus maracandicus sauromaticus (Stradomsky, Arzanov 2003)